# Beta Crateris
Beta Crateris (β Crt) – gwiazda w gwiazdozbiorze Pucharu. Znajduje się około 340 lat świetlnych od Słońca.

## Nazwa
Ciąg gwiazd od Beta Crateris do Kappa Hydrae nosił arabską nazwę Al Sharasif, z arabskiego ‏الشراسف‎ al-sharāsif „żebra (Hydry)”. Beta Crateris była pierwszą z nich.

## Charakterystyka
Beta Crateris to biały podolbrzym (nie olbrzym, jak wskazuje oznaczenie klasy jasności) typu widmowego A2 o obserwowanej wielkości gwiazdowej 4,46m. Ma masę około 3 M☉ i stosunkowo niedawno zakończyła syntezę wodoru w hel w jądrze, trwającą około 350 milionów lat.
Gwiazda ta ma towarzysza, białego karła trzynastej wielkości gwiazdowej (13,4m), o masie 0,43 M☉ i promieniu około trzy razy większym od Słońca. Mała masa tego karła jest zagadką – jako że gwiazda ta zakończyła już swe życie, musiała być pierwotnie masywniejsza niż podolbrzym Beta Crateris A; teorie ewolucji gwiazd wskazują, że pozostałość po takiej gwieździe winna mieć masę około 0,7 M☉. Być może w układzie doszło do wymiany masy pomiędzy składnikami, choć jest ona mało prawdopodobna przy dużej odległości między nimi.